# Murina
Murina é um gênero de morcegos da família Vespertilionidae.

## Espécies
- Murina aenea Hill, 1964
- Murina aurata Milne-Edwards, 1872
- Murina bicolor Kuo, Fang, Csorba & Lee, 2009
- Murina cyclotis Dobson, 1872
- Murina florium Thomas, 1908
- Murina fusca Sowerby, 1922
- Murina gracilis Kuo, Fang, Csorba & Lee, 2009
- Murina harrisoni Csorba e Bates, 2005
- Murina hilgendorfi Peters, 1880
- Murina huttoni (Peters, 1872)
- Murina leucogaster Milne-Edwrads, 1872
- Murina puta Kishida, 1924
- Murina recondita Kuo, Fang, Csorba & Lee
- Murina rozendaali Hill e Francis, 1984
- Murina ryukyuana Maeda e Matsumura, 1998
- Murina silvatica Yoshiyuki, 1970
- Murina suilla (Temminck, 1840)
- Murina tenebrosa Yoshiyuki, 1970
- Murina tiensa Csorba, Bates e Furey, 2007
- Murina tubinaris (Scully, 1881)
- Murina ussuriensis Ognev, 1913